# Paralimnus pulchellus
Paralimnus pulchellus är en insektsart som beskrevs av Claudius Rey 1891. Paralimnus pulchellus ingår i släktet Paralimnus och familjen dvärgstritar. Inga underarter finns listade i Catalogue of Life.